# Graham Drinkwater

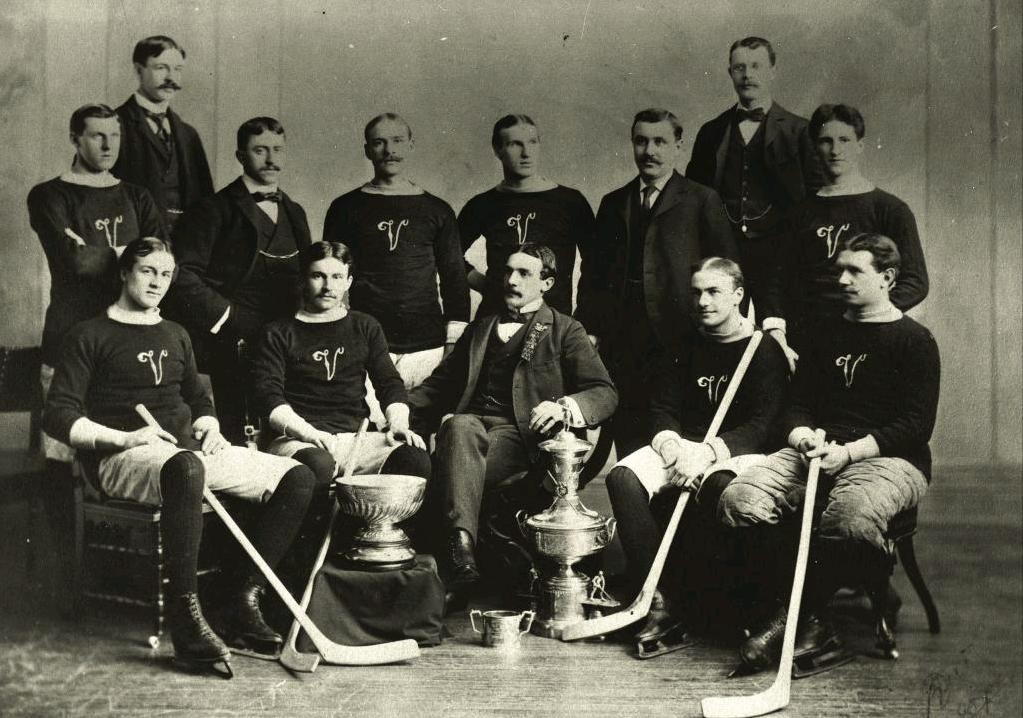
Graham Drinkwater, längst till vänster i främre raden, med Montreal Victorias och Stanley Cup 1897.

Charles Graham Drinkwater, född 22 februari 1875 i Montreal, död 17 september 1946 i Montreal, var en kanadensisk ishockeyspelare på amatörnivå.

## Karriär
Graham Drinkwater spelade för Montreal Victorias i Amateur Hockey Association of Canada och Canadian Amateur Hockey League åren 1892–1902. Med Victorias vann han fyra Stanley Cup-titlar åren 1895, 1896, 1898 och 1899. Drinkwater var en mångsidig spelare och duktig både i anfallsspelet och försvarsspelet.
Drinkwater valdes in i Hockey Hall of Fame 1950.

## Statistik
CAHL = Canadian Amateur Hockey League
| 1892–93            | Montreal Victorias | AHAC               | 3  | 1  | – | 1  | – | – | – | – | – | – |
| 1894–95            | Montreal Victorias | AHAC               | 8  | 9  | – | 9  | – | – | – | – | – | – |
| 1895–96            | Montreal Victorias | AHAC               | 8  | 7  | – | 7  | – | – | – | – | – | – |
|                    |                    | Stanley Cup        | –  | –  | – | –  | – | 1 | 1 | – | 1 | – |
| 1896–97            | Montreal Victorias | AHAC               | 4  | 3  | – | 3  | – | – | – | – | – | – |
|                    |                    | Stanley Cup        | –  | –  | – | –  | – | 1 | 0 | – | 0 | – |
| 1897–98            | Montreal Victorias | AHAC               | 8  | 10 | – | 10 | – | – | – | – | – | – |
| 1899               | Montreal Victorias | CAHL               | 6  | 0  | – | 0  | – | – | – | – | – | – |
|                    |                    | Stanley Cup        | –  | –  | – | –  | – | 2 | 1 | – | 1 | – |
| AHAC totalt        | AHAC totalt        | AHAC totalt        | 31 | 30 | – | 30 | – | – | – | – | – | – |
| Stanley Cup totalt | Stanley Cup totalt | Stanley Cup totalt | –  | –  | – | –  | – | 4 | 2 | – | 2 | – |